# Znàmenski (Saràtov)
|  | Per a altres significats, vegeu «Znàmenski». |

Znàmenski (en rus: Знаменский) és un poble (un possiólok) de l'óblast de Saràtov, a Rússia, segons el cens del 2010 tenia 1.220 habitants. Pertany al districte municipal d'Ivantéievka.